# Silvanigrellaceae
Silvanigrellaceae es la única familia del orden Silvanigrellales, del filo Pseudomonadota.